# Grzegorz (Poletajew)
Grzegorz, imię świeckie Lew Poletajew (ur. prawdopodobnie 1831, zm. 2 marca?/15 marca 1914 w Moskwie) – rosyjski biskup prawosławny.

## Życiorys
Ukończył seminarium duchowne w Niżnym Nowogrodzie, a następnie Kazańską Akademię Duchowną (1854). Po uzyskaniu dyplomu został zatrudniony w Akademii jako wykładowca Pisma Świętego i języka hebrajskiego. 10 października 1854 złożył wieczyste śluby mnisze, zaś 21 października tego samego roku został wyświęcony na hieromnicha. Rok później obronił dysertację magisterską w dziedzinie teologii, zaś w 1865 został profesorem nadzwyczajnym Kazańskiej Akademii Duchownej.
W 1867 został rektorem seminarium duchownego w Ufie, otrzymując równocześnie godność archimandryty. Funkcję tę pełnił przez dwa lata. Od 1872 do 1877 był wykładowcą seminarium duchownego we Włodzimierzu, następnie od 1877 do 1888 rektorem seminarium duchownego w Irkucku. Od 1888 do 1891 zasiadał w komitecie ds. cenzury cerkiewnej w Petersburgu.
3 lutego 1891 przyjął w Petersburgu chirotonię biskupią i został biskupem pomocniczym eparchii wileńskiej i litewskiej z tytułem biskupa kowieńskiego. W 1892 został biskupem turkiestańskim i taszkenckim. Działał na rzecz wzniesienia w Wiernym, ówczesnej siedzibie biskupów turkiestańskich, soboru katedralnego, przeznaczając na ten cel (za zgodą miejscowego generał-gubernatora) środki zgromadzone w cerkwiach Rosji na rzecz ofiar trzęsienia ziemi w regionie w 1887. Zamierzał prowadzić działalność misyjną wśród Kirgizów, jednak generał-gubernator Turkiestanu Aleksandr Wriewski uważał, że było to bezcelowe i nie zgodził się na jej zainicjowanie. Biskup zdołał natomiast pozyskać do służby duszpasterskiej w eparchii pewną grupę duchownych, chociaż była ona biedna i z niewielką liczbą wiernych.
Przed ukończeniem prac nad soboru został przeniesiony na katedrę omską i siemipałatyńską, której ordynariuszem pozostawał do 1900. W wymienionym roku przeniesiony do Moskwy, żył początkowo w monastyrze Dońskim na prawach przełożonego, następnie w monasterze Nowospasskim. Tam w 1914 zmarł i został pochowany.